# Interim Register of Marine and Nonmarine Genera
O Interim Register of Marine and Nonmarine Genera (IRMNG) (em português: Registro Provisório de Gêneros Marinhos e Não Marinhos) é um banco de dados taxonômico que busca abranger os nomes de gênero publicados para todos os domínios da vida (incluindo também subgêneros em zoologia), desde 1758 na zoologia (1753 na botânica) até o presente, organizados em uma hierarquia taxonômica internamente consistente, para o benefício de iniciativas de informática da biodiversidade e usuários gerais de informações taxonômicas. Além de conter pouco mais de 500 000 instâncias de nomes de gênero publicadas até maio de 2023 (incluindo nomes de subgêneros em zoologia), o banco de dados possui mais de 1,7 milhão de nomes de espécies (1,3 milhão listados como "aceitos"), embora esse componente dos dados não seja mantido tão atualizado ou completo quanto as informações ao nível de gênero. O IRMNG pode ser consultado online para acesso à versão mais recente do conjunto de dados e também é disponibilizado como instantâneos periódicos ou dumps de dados para importação/carregamento em outros sistemas conforme desejado. O banco de dados foi iniciado em 2006 na então Divisão de Pesquisa Marinha e Atmosférica da CSIRO na Austrália e, desde 2016, é hospedado pelo Instituto Marinho de Flandres (VLIZ) na Bélgica.

## Descrição

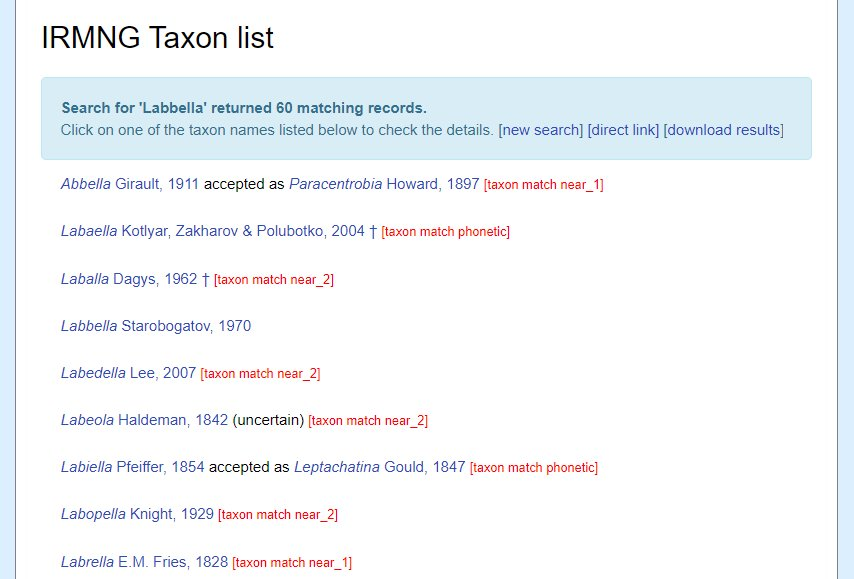
Exemplo de resultado de busca "fuzzy" de gênero no IRMNG, dezembro de 2023

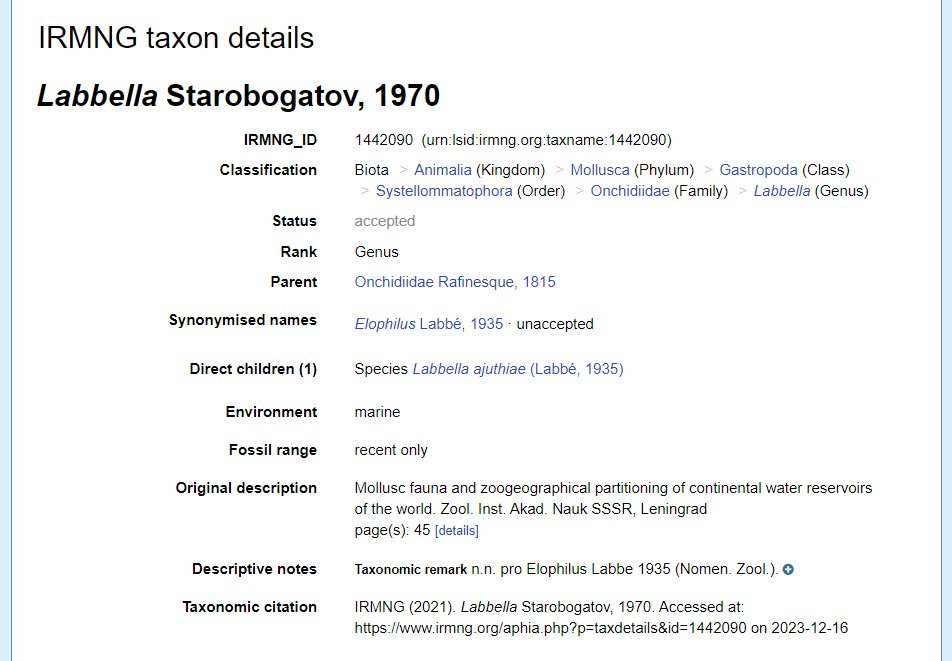
Exemplo de página de táxon ao nível de gênero no IRMNG, dezembro de 2023

O IRMNG contém nomes científicos (apenas) dos gêneros (mais subgêneros zoológicos, ver abaixo), um subconjunto de espécies e os principais níveis superiores da maioria das plantas, animais e outros reinos, tanto vivos quanto extintos, dentro de uma hierarquia taxonômica padronizada, com informações associadas em formato legível por máquina sobre habitat (por exemplo, marinho/não marinho) e status existente/fóssil para a maioria das entradas. O banco de dados aspira a fornecer uma cobertura completa de nomes de gêneros aceitos e não aceitos em todos os reinos, com apenas um subconjunto de nomes de espécies incluído como uma atividade secundária. Os nomes no IRMNG estão sob a governança do Código Internacional de Nomenclatura Zoológica para zoologia (abrangendo animais, protistas zoológicos e fósseis de traços atribuíveis a atividades de animais), do Código Internacional de Nomenclatura para algas, fungos e plantas (ICN ou ICNafp) para botânica, incluindo esses grupos, do Código Internacional de Nomenclatura de Procariontes para Bactérias e Archaea, e do Comitê Internacional de Taxonomia de Vírus para esse grupo.
Na versão de maio de 2023, o IRMNG continha 500 077 nomes de gêneros, dos quais 240 625 foram listados como "aceitos", 127 971 como "não aceitos", 7 932 com "outro" status (por exemplo, não publicado, nomen dubium, nomen nudum, taxon inquirendum ou nome temporário), e 123 552 como "incerto" (não avaliado para status taxonômico no momento). Os dados têm origem em uma variedade de fontes impressas, online e de bancos de dados (frequentemente específicas de domínios), incluindo, entre outras, Nomenclator Zoologicus para animais e Index Nominum Genericorum para plantas, e são reorganizados em uma estrutura de dados comum para suportar consultas online variadas, geração de páginas de táxons individuais e fornecimento de dados em massa para outros projetos de informática da biodiversidade. O conteúdo do IRMNG pode ser consultado e exibido gratuitamente pela web, e arquivos de download dos dados até o nível taxonômico de gênero em datas específicas estão disponíveis no formato Darwin Core Archive (DwC-A). Os dados incluem homônimos (com suas autoridades), tanto nomes disponíveis (publicados validamente) quanto nomes não disponíveis selecionados.
Na zoologia (somente), os nomes de subgêneros estão incluídos, juntamente com os gêneros, no "grupo de gênero" e são considerados, pelo "princípio da coordenação", publicados simultaneamente em ambos os níveis, mesmo que isso não tenha sido explicitamente mencionado na publicação original, sendo assim incluídos como nomes genéricos disponíveis na compilação do IRMNG, mas marcados como "nomes não aceitos" (não utilizados atualmente como nome aceito para um gênero), a menos que estejam em uso como o nome aceito para um gênero. Por outro lado, o Código Botânico (ICN), que abrange Algas, Fungos e Plantas, não possui essa provisão, então subgêneros publicados sob esse Código não são incluídos no IRMNG, exceto quando foram explicitamente reclassificados como gêneros botânicos, caso em que um novo "nome" é considerado criado nesse ponto, com a autoria dada na forma do(s) autor(es) original(is) do subgênero entre parênteses, seguido pelo(s) autor(es) responsável(is) pelo novo status elevado.
As estimativas de "nomes aceitos" mantidas em maio de 2023 são as seguintes, divididas por reino, seguindo a metodologia usada em Rees et al., 2020 (atualizada com os dados de 2023):

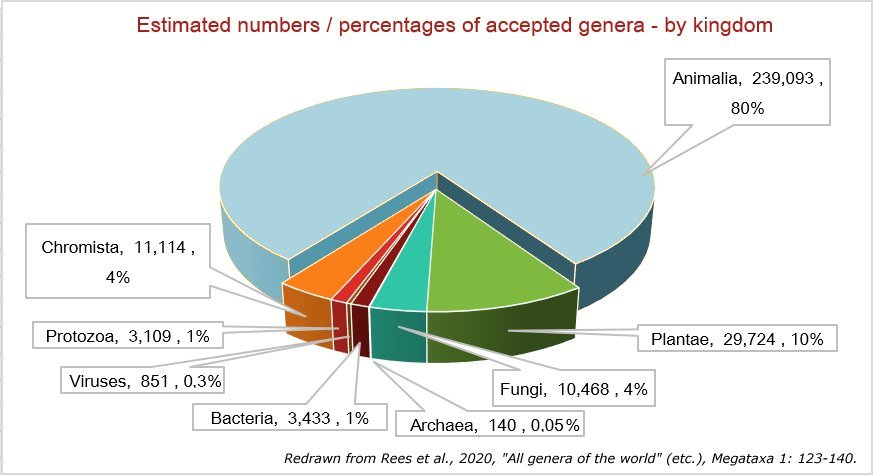
Dados do IRMNG: estimativa de totais de gêneros aceitos por reino - totais anteriores com base em Rees et al., 2020

- Animalia: 189 287 nomes de gêneros aceitos mais 50% nocionais de 104 583 nomes "incertos": estimativa total de 241 578 gêneros aceitos
- Plantae: 25 394 nomes de gêneros aceitos mais 50% nocionais de 13 838 nomes "incertos": estimativa total de 32 313 gêneros aceitos
- Fungi: 10 702 nomes de gêneros aceitos mais 50% nocionais de 358 nomes "incertos": estimativa total de 10 881 gêneros aceitos
- Chromista: 9 912 nomes de gêneros aceitos mais 50% nocionais de 2 379 nomes "incertos": estimativa total de 11.102 gêneros aceitos
- Protozoa: 999 nomes de gêneros aceitos mais 50% nocionais de 2 164 nomes "incertos": estimativa total de 2 081 gêneros aceitos
- Bacteria: 3 337 nomes de gêneros aceitos mais 50% nocionais de 223 nomes "incertos": estimativa total de 3 393 gêneros aceitos
- Archaea: 140 nomes de gêneros aceitos (sem gêneros "incertos")
- Vírus: 851 nomes de gêneros aceitos (sem gêneros "incertos")

## Localização e hospedagem do banco de dados
O IRMNG foi iniciado e projetado pelo biólogo e gestor de dados australiano Tony Rees em 2006. Por seu trabalho nesse e em outros projetos, o GBIF concedeu a ele o Prêmio Ebbe Nielsen de 2014. De 2006 a 2014, o IRMNG esteve localizado na CSIRO Marine and Atmospheric Research, e foi transferido para o Instituto Marinho de Flandres (VLIZ) durante o período de 2014–2016; a partir de 2016, todas as versões passaram a estar disponíveis por meio do novo site www.irmng.org, hospedado pelo VLIZ. O VLIZ também hospeda o Registro Mundial de Espécies Marinhas (WoRMS), usando uma infraestrutura comum.

## Uso do IRMNG
O conteúdo do IRMNG é utilizado por vários projetos globais de Informática da Biodiversidade, incluindo Open Tree of Life, o Global Biodiversity Information Facility (GBIF), e a Encyclopedia of Life (EOL), além de outros como o Atlas of Living Australia e o Global Names Resolver da Global Names Architecture (GNA). A partir de 2018, os dados do IRMNG também passaram a ser utilizados para povoar a hierarquia taxonômica e fornecer nomes genéricos para uma variedade de táxons nas áreas de protistas (reinos Protozoa e Chromista) e algas vegetais (Charophyta, Chlorophyta, Glaucophyta e Rhodophyta) no Catálogo da Vida.